# Mozilla Persona
Pour les articles homonymes, voir Persona et Mozilla.

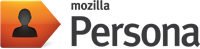
Logo de Mozilla Persona

Mozilla Persona (nommé à l'origine BrowserID) était un mécanisme d'identification sécurisé pour le Web mis au point par Mozilla,.

## Origine
Mozilla Persona a un but similaire à OpenID ou Facebook Connect, mais utilise l'adresse e-mail comme identifiant.
La première version est sortie en juillet 2011 et a été déployée sur les serveurs de Mozilla en janvier 2012.
Le service a été fermé en août 2016.

## Principes et implémentation
Mozilla Persona est inspiré du protocole VerifiedEmailProtocol, qui  utilise une adresse e-mail pour identifier son propriétaire.
Le navigateur stocke une liste d'adresse e-mail vérifiées et prouve son authenticité au site Web à l'aide d'une preuve cryptographique.
L'interface de connexion est implémentée en JavaScript.
La partie serveur est, quant à elle, suffisamment simple pour être implémentée facilement dans n'importe quel langage,

## Déploiement
Mozilla Persona est implémenté par des CMS comme Drupal ou SPIP.
Mozilla fournissait son propre serveur Mozilla Persona (login.persona.org).
Au 7 mars 2014 du fait d'un faible accueil auprès du public il est annoncé que son développement est mis en suspens mais est toujours maintenu et opérationnel. Il serait prévu une future intégration sur les navigateurs. Les développeurs se concentrent en parallèle sur d'autres projets tels que Firefox Sync qui lui offre un système à part entière de compte persistant. Persona étant conçu pour être un outil de vérification simple de compte par e-mail. Les deux projets seraient amenés à fusionner.
Mozilla Persona étant une infrastructure propre au sein des communautés de Mozilla elle serait amenée à se développer par la suite et il n'est pas prévu de déclasser Persona ni de la mettre hors service en 2014.

## Services web compatibles avec Mozilla Persona
Voici certains services web compatibles[réf. souhaitée] :
- myfavoritebeer.org (demonstration)[14]
- 123done.org, webmaker.org[15]
- sloblog.io[16]
- voo.st[17]
- current.trovebox.com[18]
- bugzilla.mozilla.org
- developer.mozilla.org
- affiliates.mozilla.org
- mozillians.org
- bornthiswayfoundation.org[19]
- beta.openbadges.org
- Loomio.org[20]